# 広寿寺
広寿寺（こうじゅじ）は、千葉県流山市にある曹洞宗の寺院。

## 概略と沿革
1562年（永禄5年）、小金城城主高城胤辰の開基である。本尊の観音菩薩坐像は鎌倉時代の作といわれ、1984年（昭和59年）に流山市指定有形文化財に指定されている。
当寺の梵鐘は、1943年（昭和18年）の金属供出で失われたが、1995年（平成7年）に再鋳した。

## 交通アクセス
- JR東日本常磐線南柏駅よりぐりーんバス東部中学校前バス停留所で下車、徒歩5分。